# Cornelius Fontem Esua
Cornelius Fontem Esua, né le 2 juillet 1943 à Mbetta dans la région du Sud-Ouest, est un prélat catholique camerounais, évêque de Kumbo, puis archevêque de Bamenda de 2006 à 2019. C'est un Bamiléké anglophone.

## Biographie
Il est ordonné prêtre le 29 décembre 1971. Jean-Paul II le nomme évêque de Kumbo le 10 septembre 1982. Le 7 décembre 2004, il est nommé archevêque coadjuteur de Bamenda, puis, le 23 janvier 2006, archevêque de Bamenda. Il se retire le 30 décembre 2019.

## Succession apostolique
Cornelius Fontem Esua a ordonné les évêques suivants :
- Évêque Michael Miabesue Bibi (it) (2017)